# چوی هوا جونگ
چوی هوا جونگ (کره‌ای: 최화정؛ زادهٔ ۱۰ فوریه ۱۹۶۱) بازیگر، مجری رادیو و مجری تلویزیون اهل کره جنوبی است. برنامه تاک شوی رادیویی او پاور تایم نام دارد و از سال ۱۹۹۶ پخش می‌شود.

## فیلم‌شناسی

### فیلم
| سال  | عنوان                        | نقش                         |
| ---- | ---------------------------- | --------------------------- |
| ۱۹۸۴ | دادگاه طلاق                  |                             |
| ۱۹۸۵ | تجربه ایو                    |                             |
| ۱۹۸۶ | سفر طولانی، تونل طولانی      | گان هو وون                  |
| ۱۹۸۶ | عشق از طریق تمام بدن         |                             |
| ۱۹۸۷ | فرشته تک بال                 |                             |
| ۱۹۸۷ | پنج فرد                      |                             |
| ۱۹۸۸ | فاحشگی                       | هه ری                       |
| ۱۹۸۸ | دنیای زنان                   | گو آ را                     |
| ۱۹۹۰ | بلوغ                         |                             |
| ۱۹۹۲ | سنبل احاطه شده با درخت انگور | خواهر دابی                  |
| ۱۹۹۴ | به توجیه آرزو نیازی نیست     | زن کارمند                   |
| ۲۰۱۲ | پشت دوربین                   |                             |
| ۲۰۱۴ | خانم مادربزرگ                | دی‌جی رادیو (حضور افتخاری)   |
| ۲۰۱۵ | همین حالا، نه همون موقع      | بانگ سو یونگ                |
| ۲۰۱۹ | چان شیل خوش‌شانس              | نماینده پارک (حضور افتخاری) |

منبع: بانک اطلاعات فیلم‌های کره‌ای

### مجموعه تلویزیونی
| سال  | عنوان                | نقش                       |
| ---- | -------------------- | ------------------------- |
| ۲۰۰۱ | هتلدار               | لی سون جونگ               |
| ۲۰۰۶ | ضربه عالی توقف‌ناپذیر | مادر بوم                  |
| ۲۰۱۰ | سرزمین آهن           | نوک سا دان                |
| ۲۰۱۱ | بزرگترین عشق         | نماینده مون               |
| ۲۰۱۲ | می‌تونیم ازدواج کنیم؟ | دول ره                    |
| ۲۰۱۳ | یک جهان گرم          | چوی آن نا                 |
| ۲۰۱۴ | روزهای زیبا          | ها یونگ چون               |
| ۲۰۱۶ | حسادت آشکار          | کیم ته را                 |
| ۲۰۱۷ | بهترین ضربه          | دی‌جی رادیو (حضور افتخاری) |
| ۲۰۱۷ | دمای عشق             | لی دول ره                 |
| ۲۰۱۸ | زندگی در مریخ        |                           |
| ۲۰۲۳ | دزد: نگهبان گنج      | لی چون جا                 |

منبع: هان‌سینما

### برنامه تلویزیونی
| سال        | عنوان   | نقش  | منابع |
| ---------- | ------- | ---- | ----- |
| ۲۰۱۸–اکنون | طعم عشق | مجری | [ ۵ ] |

## رادیو
| سال        | عنوان                  | نقش  | منابع |
| ---------- | ---------------------- | ---- | ----- |
| ۱۹۹۶–اکنون | پاور تایم چوی هوا جونگ | دی‌جی | [ ۱ ] |